# Reh (Hagen)

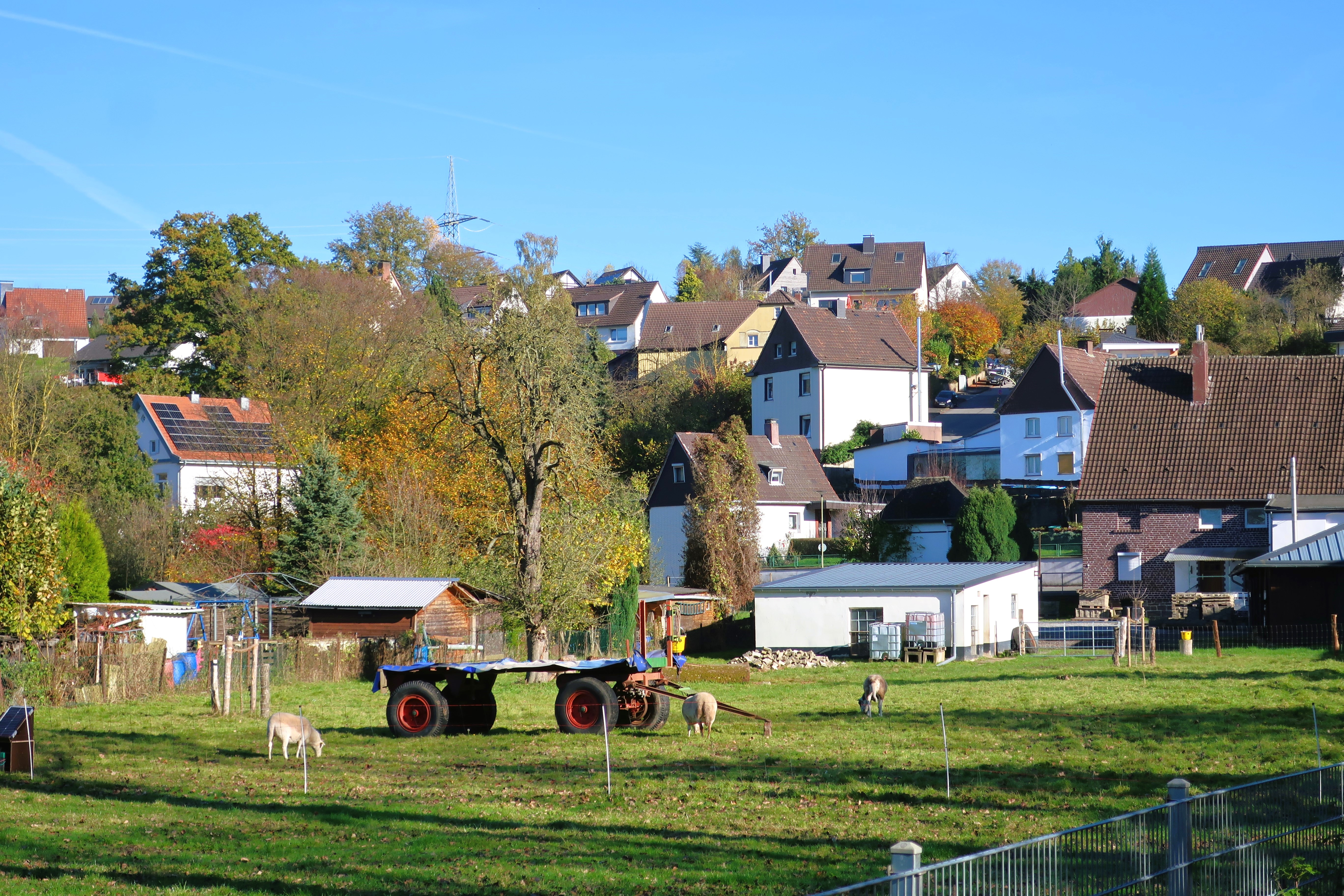
Blick auf den Ortsteil Reh

Reh ist ein Ortsteil des Stadtbezirks Hohenlimburg der Stadt Hagen. Er bildet zusammen mit Henkhausen einen Statistischen Bezirk. Am 31. Dezember 2018 lebten 5698 Einwohner im Wohnbezirk Henkhausen/Reh, in Henkhausen mit dem überwiegend größeren Anteil.

## Geografie
Reh liegt rechtsseitig der Lenne und grenzt im Westen an den Stadtteil Herbeck und im Norden an den Stadtteil Berchum. Östlich vom Ort grenzt er bei Schälk an den Iserlohner Stadtteil Stübbeken bei Letmathe. Die südlich verlaufende Autobahn A 46 begrenzt den Wohnbezirk Henkhausen/Reh zum Wohnbezirk Elsey-Nord. Durch Reh fließt der Hasselbach. Nordöstlich vom Ort liegt das große Landschaftsschutzgebiet Berchumer Heide, Reher Heide mit der höchsten Erhebung, dem 229 Meter hohen Rehberg.

## Geschichte
Reh wurde erstmals als Rethei im Jahre 1229 in einer Urkunde des Stifts Herdecke erwähnt. Im Jahr 1253 wird der Ort urkundlich Redhei genannt. Zwischen 1268 und 1272 erscheint urkundlich der niederadelige Arnoldus de Redhe. Reh gehörte im Spätmittelalter und der Frühen Neuzeit in eigener Bauerschaft im Kirchspiel Elsey zur Grafschaft Limburg. Von 1351 bis 1432 werden Reher Güter als Lehen im Volmarsteiner Urkundenbuch geführt. Auch Graf Engelbert von Altena hatte hier Landbesitz sowie die zu Limburg gehörenden Adelshäuser von Berchem und von Letmathe besaßen Güter in Reh.
Die Deutung des Ortsnamens kann mit „Stelle am Ried“ umschrieben werden. Die sich aus der Lage des Orts nahe der Lenne und des in diese fließenden Hasselbachs erklären lässt.

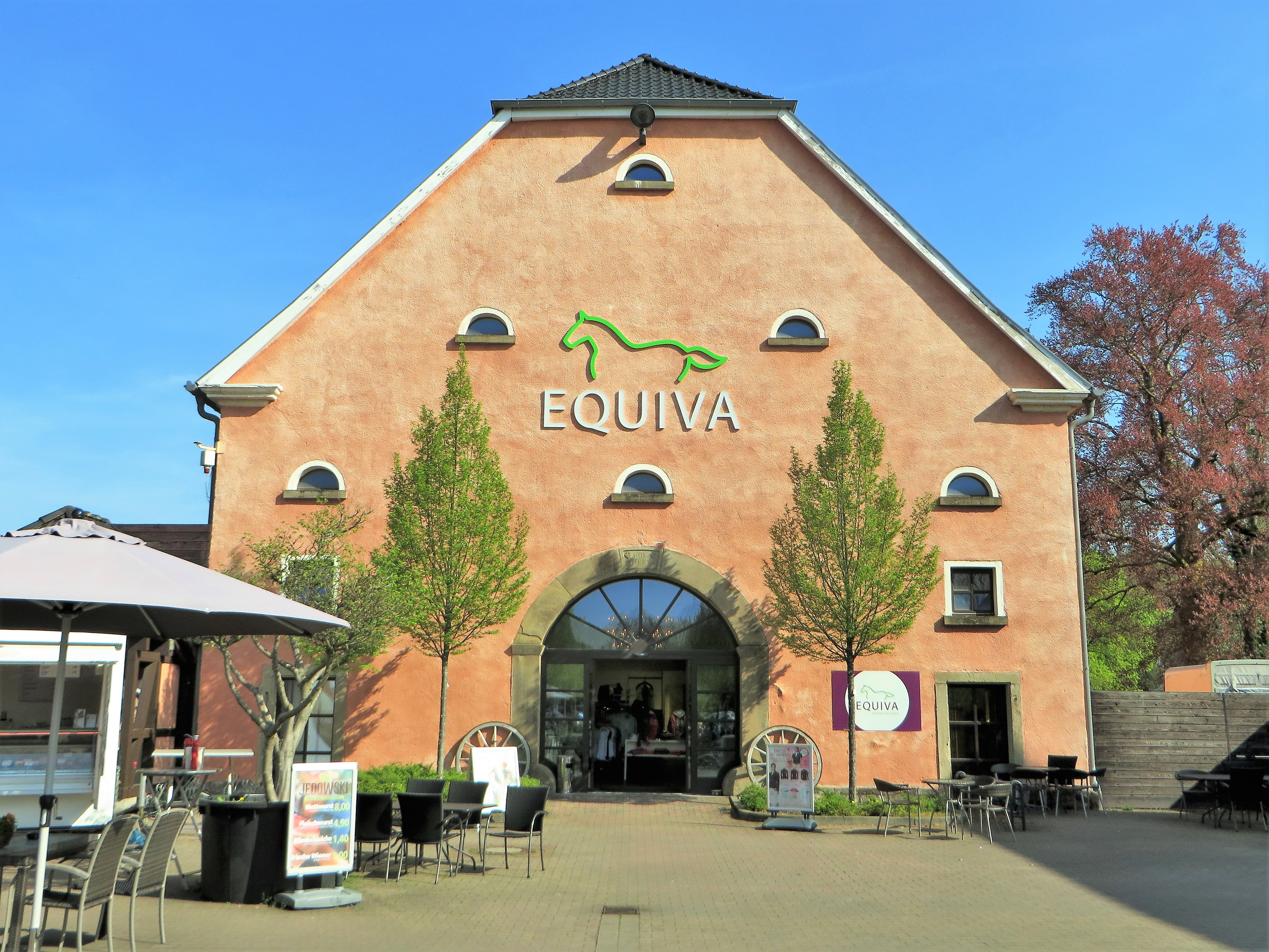
Hof Reckermann-Gälger in Reh

Ab 1272 bis 1811 gehörten insgesamt sieben Reher Höfe dem Kloster Elsey. Der größte Besitz des Klosters in Reh war der 1405 von Johann von Letmathe gekaufte Schultenhof   Nagels Hof in Niederreh, mit jährlicher Abgabe (1811) von: 28 Scheffel Roggen, 8 Scheffel Gerste, 24 Scheffel Hafer, 1 Scheffel Weizen, 3 Schweine, 8 Hühner, ¼ Scheffel Rübensamen, 50 Schobben Stroh und 1 Fuder Heu. Besitzgröße: 98 ½ Scheffelsaat Ackerland, 1 Kamp in der Größe von 2 Scheffelsaat, 2 Wiesen und der „Eichhoff“. Mit dem Verkauf von 1405 kam auch die Markengerechtsame an das Kloster. Die Äbtissin des Stifts war damit Markenherrin und Vorsitzende des Markengerichts in der Reher Mark. Diese bestand bis zum 17. Jahrhundert aus einem zusammenhängenden Waldgebiet, dessen Eichen- und Buchenbestände forstwirtschaftlich und vor allem zur Schweinemast genutzt wurden. Holzrichter war wechselweise der Elseyer Stiftsamtmann und der Pächter von Nagels Hof in Reh. Später um 1800 wurde die Reher Mark geteilt. Die Familie Nagel blieb auf dem ehemaligen Schultenhof, bis er 1874 an die Familie Reckermann-Gälger kam.
Der größte Hof im Oberdorf war 1511 der über 200 Morgen große Wieken Hof, an Stelle des hier vermutlich vormals alten adeligen Hauses de Redhe. Nach Familie Wieken kam der Hof 1838 durch Erbe an Familie Middendorf und später an Familie Reininghaus. 1891 wurde das alte Bauernhaus des Wieken Hofs abgerissen und schon vorher auf freiem Hofgelände 1885/86 die Reher Schule errichtet.
Im Totenbuch der Elseyer Fabians-und-Sebastians-Bruderschaft von 1523 waren im Verzeichnis der verstorbenen Bruderschaftsmitglieder elf Angehörige der Bauerschaft van Reyde eingetragen.

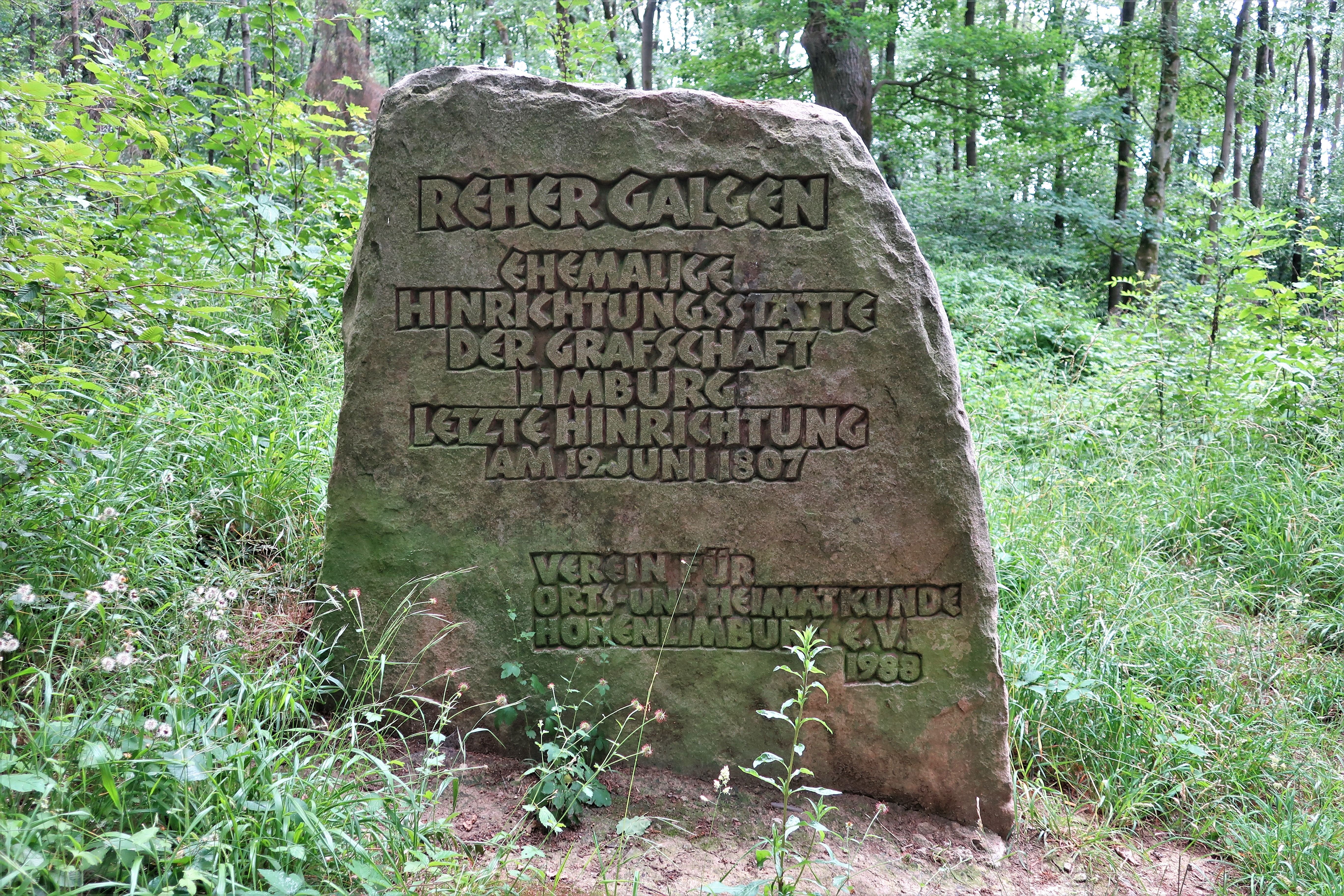
Gedenkstein Reher Galgen

Die Hinrichtungsstätte der Grafschaft Limburg war seit Ende des 18. Jahrhunderts der Reher Galgen am Weg zwischen Reh und Schälk. Zuletzt wurde hier am 19. Juni 1807 der Raubmörder Jürgen Bechtold aus Ergste hingerichtet. Besonders schlimm traf es die Bewohner von Reh, als am 29. April 1783 fast das ganze Oberdorf mit 14 Wohnhäusern, zahlreichen Scheunen und Ställen, und angrenzendem Wald abbrannte.
Im Jahr 1615 wurde der Ort noch Rhe genannt. Die Preußische Uraufnahme von 1839 zeigt erstmals auch Ober Rehe und Nieder Rehe. Der heutige Ortsname erscheint erst 1891. Im Jahr 1821 waren im Liegenschaftsbuch der Gemeinde Elsey im Ortsteil Reh 27 Grundeigentümer aufgeführt. Bis Ende März 1902 war Reh ein Ortsteil der damals eigenständigen Gemeinde Elsey. Nach deren Vereinigung mit Hohenlimburg am 1. April 1902 wurde Reh ein Stadtteil von Hohenlimburg.
Während der Nazi-Herrschaft gab es in Reh von September 1943 bis März 1945 ein „Auffanglager“ der Gestapo für ausländische Arbeitskräfte und deutsche Regimegegner für das Gebiet des Stadt- und Landkreises Iserlohn in der Gaststätte Kohlmann, Alter Reher Weg 40.
Am 16. April 1945 erfolgte von Reh aus die amerikanische Besetzung. Auf dem dritten Anmarschweg auf Hohenlimburg, rollten etwa 50 Panzer die Schälker Landstraße herunter. Der deutsche Hauptmann Kuhne übergab den Gefechtsstand in Reh. Schulgebäude und Wohnungen wurden durchsucht. Ein Teil der Amerikaner wurde in Reh einquartiert. Der Kommandant nahm Wohnung bei Bauer Gockel. Der Bauer Ernst Räker wurde für 10 Tage zum kommissarischen Bürgermeister ernannt. Einige M.G.-Polizisten standen ihm zur Hilfe zur Verfügung. Die Gefangenen wurden auf dem Hof Gockel gesammelt, darunter auch 200 Mann der Feuerschutzpolizei Köln, da sie bewaffnet waren und an der Verteidigung teilgenommen hatten.

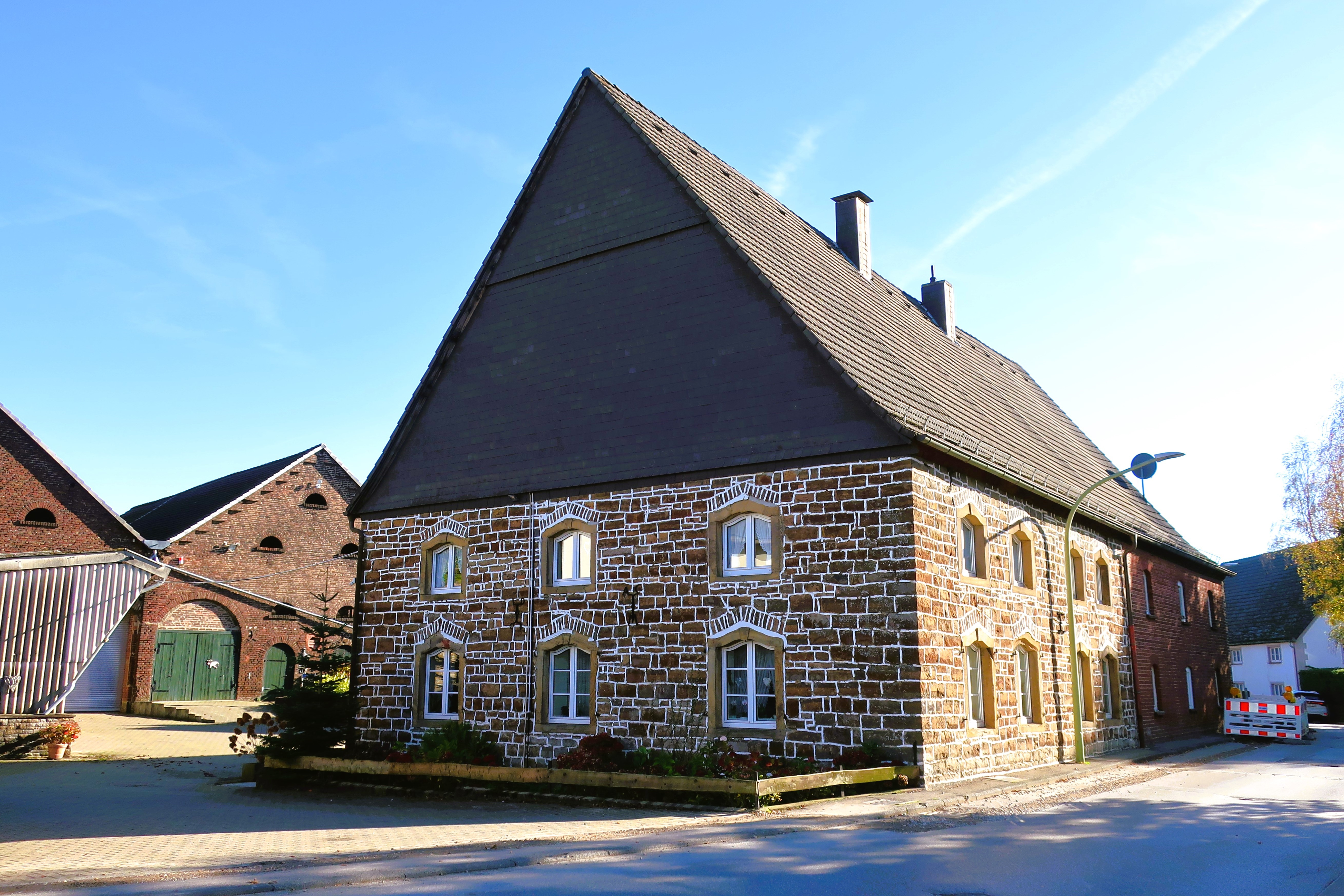
Baudenkmal Wannebachstraße 8

Ab 1920 bis um 1970 gab es in Reh zahlreiche Milchbauern, die mit Pferd und Wagen, später auch motorisiert, die Hohenlimburger Bevölkerung mit Milch versorgten. 
Bis Mitte der 1960er Jahre gab es eine Lennefähre zwischen Herbeck und Reh. Heute überspannt an dieser Stelle eine Wander- und Radfahrbrücke die Lenne. 
Ab den 1960er Jahren entstand im Reher Oberdorf eine Neubausiedlung an Schälker Landstraße, Hahnenbergs Garten und Auf dem Mühlhof. Im unteren Dorf entstand 1961 ein Geschäftshaus mit Sparkasse und gegenüber um 1966 der „Reher Hof“. Der Ort blieb aber noch bis Anfang der 1970er Jahre ein beschauliches Bauerndorf. Doch spätestens mit der Gebietsreform von 1975 und der Eingemeindung Hohenlimburgs nach Hagen änderte sich dies. Das von der Stadt Hagen und der nordrhein-westfälischen Landesregierung 1969 geplante Projekt „Lenneschiene“ wurde nun realisiert. So entstand in der Freifläche zwischen Lenne, Autobahn, Reh und nördlich bis in die Nähe von Berchum, ein neues großes Gewerbegebiet. An Verbandsstraße, Spannstiftstraße und Florianstraße gibt es heute u. a. das Zollamt Hagen, die Hagener Feuer- und Rettungswache Ost, Bürobedarf Blesel, ein Gartencenter, zwei Getränkemärkte, zwei Autohäuser, drei Federnhersteller, drei Logistikunternehmen, einen Spannstifthersteller und eine DEKRA Prüfgesellschaft.
Zuletzt wurde in Reh das Wohngebiet „Reher Heide“ erschlossen. Mit einer nach Richard Römer benannten Straße. Großflächige neue Wohnbebauung in Henkhausen ließ zudem beide Ortsteile zusammenwachsen.
Der historische Bauernhof Gockel-Teigelmeister, Wannebachstraße 8 (erbaut 1783), steht unter Denkmalschutz.

## Vereine
- Ländlicher Reit- und Fahrverein Hohenlimburg e. V., Auf dem Mühlhof 14
- TSV Germania Hohenlimburg-Reh e. V. (HSG H’lbg)